# 基里基雷 (莫納加斯州)
基里基雷（西班牙語：Quiriquire），是委內瑞拉的城鎮，位於該國東部莫納加斯州，是蓬塞雷斯市的首府，處於卡里皮托西南面和馬圖林東北面，2011年人口28,069。
9°58′57″N 63°13′14″W / 9.98250°N 63.22056°W